# Tommy Makem
Tommy Makem, född 4 november 1932 i Keady, County Armagh, död 1 augusti 2007 i Dover, New Hampshire, USA, var en irländsk (nordirländsk) folkmusiker, artist, poet och historieberättare, mest känd för sitt medlemskap i The Clancy Brothers and Tommy Makem.
Utöver sitt medlemskap i The Clancy Brothers är han välkänd för att ha skrivit en mängd irländska ballader, bland annat "Four Green Fields" och "Farewell to Carlingford". Han var känd som "The Bard of Armagh" ("Skalden från Armagh").
Makem avled 2007 av långvarig lungcancer.

## Discografi (urval)
Soloalbum
- 1961 – Songs of Tommy Makem (Tradition Records 1044)
- 1962 – Its Tommy Himself (Emerald MLD20)
- 1967 – Tommy Makem Sings Tommy Makem (Columbia 9545)
- 1969 – In The Dark Green Wood (Columbia 9711)
- 1970 – The Bard of Armagh (GWP ST 2006)
- 1971 – Love Is Lord Of All (GWP ST 2033)
- 1972 – ...listen for the rafters are ringing... (CBS 64481)
- 1973 – Recorded Live (A Room Full of Song) (Columbia ES 90203)
- 1975 – Ever the Winds (Polydor 2383 328)
- 1986 – Lonesome Waters (Shanachie 5011)
- 1993 – Live At The Irish Pavilion (Shanachie 52036)
- 1995 – From The Archives (Shanachie 52040)
- 1995 – Tommy Makem's Christmas (Shanachie 52041)
- 1998 – The Song Tradition (Shanachie 52045)